# Дурназак
Дурназак (фр. Dournazac) насеље је и општина у централној Француској у региону Лимузен, у департману Горња Вијена која припада префектури Рошешуар.
По подацима из 2004. године у општини је живело 710 становника, а густина насељености је износила 20 становника/km². Општина се простире на површини од 35,97 km². Налази се на средњој надморској висини од 363 метара (максималној 498 m, а минималној 288 m).

## Демографија
| 1962. | 1968. | 1975. | 1982. | 1990. | 2011. |
| ----- | ----- | ----- | ----- | ----- | ----- |
| 1.257 | 1.138 | 1.006 | 851   | 810   | 667   |

График промене броја становника у току последњих година